# Шамарова, Яна Владимировна
Я́на Влади́мировна Шама́рова (19 августа 1973, Кирово-Чепецк, Кировская область, РСФСР, СССР — 19 июля 2005, Кирово-Чепецк, Кировская область, Россия) — советская пловчиха, многократная чемпионка СССР и России по плаванию вольным стилем и в комплексном плавании, член сборной команды СССР, обладатель Кубка Европы, мастер спорта СССР международного класса.

## Биография

### Юношеские соревнования
Воспитанница кирово-чепецкой школы плавания. Начала заниматься с 1 класса в отделении плавания детско-юношеской спортивной школы при Спортивном клубе «Олимпия». Первый тренер — Анисимова Людмила Фёдоровна, тренер-преподаватель отделения плавания СДЮСШОР (позже — заслуженный тренер РСФСР). В 5 классе выполнила 1 взрослый разряд, в начале 6 класса — норматив кандидата в мастера спорта. В 1985 году одержала победу в соревнованиях на призы газеты «Пионерская правда» (200 м вольным стилем). В июне 1986 года на первенстве ВЦСПС в Донецке в 12 лет на дистанции 400 м в комплексном плавании выполнила норматив мастера спорта и была приглашена тренерами сборной СССР на проводимый на озере Круглом учебно-тренировочный сбор.
Первым международным стартом Яны стал проходивший в 1986 году в Бухаресте (Румыния) турнир «Дружба», на котором соревновались юные спортсмены из социалистических стран, где она стала серебряным и бронзовым призёром на дистанциях вольным стилем. В феврале 1987 года на юношеском первенстве СССР в Донецке Яна завоевала 3 золотые и 3 серебряные награды, через месяц, на матчевой встрече СССР — ГДР в Дрездене стала второй в эстафете и третьей на дистанции 200 м вольным стилем. Летом 1988 года на Вторых летних юношеских спортивных играх Яна установила всесоюзный рекорд среди девочек до 15 лет на дистанции 200 м вольным стилем и завоевала 3 золотых медали.  24 июля, на юношеском первенстве Европы в городе Амерсфорт (Нидерланды), — получила награды в эстафетах вольным стилем (серебро в 4×100 м и бронзу в 4×200 м), обновила свой недавний рекорд и установила новый — рекорд России в комплексном плавании на дистанции 200 м.

### Спортивная карьера
Завершив выступления в юношеских соревнованиях, на зимнем чемпионате СССР 1989 года в Киеве победила на дистанции 200 м вольным стилем, стала второй на 400 м вольным стилем и третьей — на 400 м в комплексном плавании. Летом, на чемпионате СССР в Кишинёве — завоевала золото на дистанции 200 м в комплексном плавании и серебно — на дистанциях 100 и 200 м вольным стилем. На зимнем чемпионате СССР 1990 года в Москве выиграла дистанцию 400 м в комплексном плавании и стала третьей на дистанции 800 м вольным стилем. Летом, также в Москве, выиграла чемпионат СССР на дистанциях 1500 м вольным стилем и 400 м в комплексном плавании В 1991 году чемпионат СССР проходил в рамках Спартакиады народов СССР, Яна Шамарова завоевала золото на дистанции 800 м вольным стилем. На сменившем общесоюзный зимнем чемпионате России, проходившем в 1992 году в Ижевске, стала первой на дистанции 200 м вольным стилем.
В составе сборной команды СССР в декабре 1989 года в городе Сабадель (Испания) выиграла соревнования на Кубок Европы на дистанции 400 м в комплексном плавании. В июле 1990 года участвовала в финальных заплывах соревнований вторых Игр доброй воли, проходивших в Сиэтле (США). В августе 1990 года — в финальном заплыве эстафеты 4×100 вольным стилем на Кубке Европы в Риме (Италия). На XVI летней Универсиаде, проходившей в 1991 году в Шеффилде (Великобритания), завоевала золотую медаль в эстафете 4×200 вольным стилем. На чемпионате Европы по водным видам спорта, проходившем в 1989 году в Бонне (ФРГ), участвовала в финальном заплыве эстафеты 4×200 м вольным стилем.

### После завершения спортивной карьеры
После окончания Вятского государственного педагогического университета в 1995 году Яна Шамарова уехала в Соликамск, где работала тренером по плаванию в одном из коллективов физкультуры. В начале 2000-х годов у Яны Владимировны была диагностирована лейкемия, после чего она вернулась на родину. Скончалась от болезни 19 июля 2005 года, похоронена в Кирово-Чепецке.

## Спортивные достижения
- обладатель Кубок Европы по плаванию (Сабадель, 1989) на дистанции 400 м (комплексное плавание)
- чемпион Зимнего чемпионата СССР по плаванию (Киев, 1989) на дистанции 200 м (вольный стиль)
- серебряный призёр Зимнего чемпионата СССР по плаванию (Киев, 1989) на дистанции 400 м (вольный стиль)
- бронзовый призёр Зимнего чемпионата СССР по плаванию (Киев, 1989) на дистанции 200 м (комплексное плавание)
- чемпион СССР по плаванию (Кишинёв, 1989) на дистанции 200 м (комплексное плавание)
- серебряный призёр Чемпионат СССР по плаванию (Кишинёв, 1989) на дистанции 100 м (вольный стиль)
- серебряный призёр Чемпионат СССР по плаванию (Кишинёв, 1989) на дистанции 200 м (вольный стиль)
- чемпион Зимнего чемпионата СССР по плаванию (Москва, 1990) на дистанции 400 м (комплексное плавание)
- бронзовый призёр Зимнего чемпионата СССР по плаванию (Москва, 1990) на дистанции 800 м (вольный стиль)
- чемпион СССР по плаванию (Москва, 1990) на дистанции 1500 м (вольный стиль)
- чемпион СССР по плаванию (Москва, 1990) на дистанции 400 м (комплексное плавание)
- чемпион Летней Универсиады (Шеффилд, 1991) в эстафете 4х200 м (вольный стиль)
- чемпион СССР по плаванию в рамках Спартакиады народов СССР (Москва, 1991) на дистанции 800 м (вольный стиль)
- чемпион Зимнего чемпионата России по плаванию (Ижевск, 1992) на дистанции 200 м (вольный стиль)

## Память
В память о спортсменке с 2006 года её имя было присвоено спортивному турниру по плаванию для возрастных групп до 13 лет, ежегодно проводимому в Кирово-Чепецке, с участия в котором начинала карьеру и сама Яна Шамарова. Ныне турнир включён в график всероссийских соревнований, проходящих под эгидой Всероссийской федерации плавания.